# St. James (Missouri)
St. James é uma cidade localizada no estado americano de Missouri, no Condado de Phelps.

## Demografia
Segundo o censo americano de 2000, a sua população era de 3704 habitantes.

## Geografia
De acordo com o United States Census Bureau tem uma área de
7,2 km², dos quais 7,2 km² cobertos por terra e 0,0 km² cobertos por água.

## Localidades na vizinhança
O diagrama seguinte representa as localidades num raio de 32 km ao redor de St. James.